# Dictyna brevitarsa
Dictyna brevitarsa là một loài nhện trong họ Dictynidae.
Loài này thuộc chi Dictyna. Dictyna brevitarsa được James Henry Emerton miêu tả năm 1915.